# L'oiseau s'envole (film, 1911)
Pour les articles homonymes, voir L'oiseau s'envole.
Pour plus de détails, voir Fiche technique et Distribution.
L'oiseau s'envole est un court métrage muet français réalisé par Albert Capellani, sorti en 1911.

## Fiche technique
- Titre : L'oiseau s'envole
- Titre alternatif : L'Image
- Réalisation : Albert Capellani
- Scénario : Marcel Manchez
- Société de production : Société cinématographique des auteurs et gens de lettres (S.C.A.G.L.)
- Société de distribution :  Pathé Frères
- Pays d'origine :  France
- Langue : film muet avec les intertitres en français
- Format : Noir et blanc — 35 mm — 1,33:1 —  Muet
- Genre : Comédie
- Métrage : 285 mètres
- Durée : 9 minutes 30
- Dates de sortie :
  -  France : 1er novembre 1911

## Distribution
- Henry Krauss : le bohémien
- Suzanne Goldstein : Jeannette
- Maurice Luguet
- Eugénie Nau